# Gouvernement Lomer Gouin
Pour les articles homonymes, voir Gouvernement Gouin.
 (janvier 2025).
La mise en forme du texte ne suit pas les recommandations de Wikipédia : il faut le « wikifier ».
Les points d'amélioration suivants sont les cas les plus fréquents. Le détail des points à revoir est peut-être précisé sur la page de discussion.
- Les titres sont pré-formatés par le logiciel. Ils ne sont ni en capitales, ni en gras.
- Le texte ne doit pas être écrit en capitales (les noms de famille non plus), ni en gras, ni en italique, ni en « petit »…
- Le gras n'est utilisé que pour surligner le titre de l'article dans l'introduction, une seule fois.
- L'italique est rarement utilisé : mots en langue étrangère, titres d'œuvres, noms de bateaux, etc.
- Les citations ne sont pas en italique mais en corps de texte normal. Elles sont entourées par des guillemets français : « et ».
- Les listes à puces sont à éviter, des paragraphes rédigés étant largement préférés. Les tableaux sont à réserver à la présentation de données structurées (résultats, etc.).
- Les appels de note de bas de page (petits chiffres en exposant, introduits par l'outil «  Source ») sont à placer entre la fin de phrase et le point final[comme ça].
- Les liens internes (vers d'autres articles de Wikipédia) sont à choisir avec parcimonie. Créez des liens vers des articles approfondissant le sujet. Les termes génériques sans rapport avec le sujet sont à éviter, ainsi que les répétitions de liens vers un même terme.
- Les liens externes sont à placer uniquement dans une section « Liens externes », à la fin de l'article. Ces liens sont à choisir avec parcimonie suivant les règles définies. Si un lien sert de source à l'article, son insertion dans le texte est à faire par les notes de bas de page.
- La présentation des références doit suivre les conventions bibliographiques. Il est recommandé d'utiliser les modèles {{Ouvrage}}, {{Chapitre}}, {{Article}}, {{Lien web}} et/ou {{Bibliographie}}. Le mode d'édition visuel peut mettre en forme automatiquement les références.
- Insérer une infobox (cadre d'informations à droite) n'est pas obligatoire pour parachever la mise en page.

Pour une aide détaillée, merci de consulter Aide:Wikification.
Si vous pensez que ces points ont été résolus, vous pouvez retirer ce bandeau et améliorer la mise en forme d'un autre article.
| Gouvernement Parent | Gouvernement Parent | Gouvernement Parent | Gouvernement Parent | Gouvernement Parent | Gouvernement Parent | Gouvernement Parent | Gouvernement Parent | Gouvernement Parent | Gouvernement Gouin | Gouvernement Gouin | Gouvernement Gouin | Gouvernement Gouin | Gouvernement Gouin | Gouvernement Gouin | Gouvernement Gouin | Gouvernement Gouin | Gouvernement Gouin | Gouvernement Gouin | Gouvernement Gouin | Gouvernement Gouin | Gouvernement Gouin | Gouvernement Gouin | Gouvernement Gouin | Gouvernement Gouin | Gouvernement Gouin | Gouvernement Gouin | Gouvernement Gouin | Gouvernement Gouin | Gouvernement Gouin | Gouvernement Gouin | Gouvernement Gouin | Gouvernement Gouin | Gouvernement Gouin | Gouvernement Gouin | Gouvernement Gouin | Gouvernement Gouin | Gouvernement Gouin | Gouvernement Gouin | Gouvernement Gouin | Gouvernement Gouin | Gouvernement Gouin | Gouvernement Gouin | Gouvernement Gouin | Gouvernement Gouin | Gouvernement Gouin | Gouvernement Gouin | Gouvernement Gouin | Gouvernement Gouin | Gouvernement Gouin | Gouvernement Gouin | Gouvernement Gouin | Gouvernement Gouin | Gouvernement Gouin | Gouvernement Gouin | Gouvernement Gouin | Gouvernement Gouin | Gouvernement Gouin | Gouvernement Gouin | Gouvernement Gouin | Gouvernement Gouin | Gouvernement Gouin | Gouvernement Gouin | Gouvernement Gouin | Gouvernement Gouin | Gouvernement Gouin | Gouvernement Gouin | Gouvernement Gouin | Gouvernement Gouin | Gouvernement Gouin | Gouvernement Taschereau | Gouvernement Taschereau | Gouvernement Taschereau | Gouvernement Taschereau | Gouvernement Taschereau | Gouvernement Taschereau | Gouvernement Taschereau | Gouvernement Taschereau | Gouvernement Taschereau |                 |
| 10e lég.            | 10e lég.            | 10e lég.            | 10e lég.            | 10e lég.            | 10e lég.            | 11e législature     | 11e législature     | 11e législature     | 11e législature    | 11e législature    | 11e législature    | 11e législature    | 11e législature    | 11e législature    | 11e législature    | 11e législature    | 11e législature    | 11e législature    | 11e législature    | 11e législature    | 11e législature    | 12e législature    | 12e législature    | 12e législature    | 12e législature    | 12e législature    | 12e législature    | 12e législature    | 12e législature    | 12e législature    | 12e législature    | 12e législature    | 12e législature    | 12e législature    | 12e législature    | 12e législature    | 12e législature    | 13e législature    | 13e législature    | 13e législature    | 13e législature    | 13e législature    | 13e législature    | 13e législature    | 13e législature    | 13e législature    | 13e législature    | 13e législature    | 13e législature    | 13e législature    | 13e législature    | 13e législature    | 13e législature    | 14e législature    | 14e législature    | 14e législature    | 14e législature    | 14e législature    | 14e législature    | 14e législature    | 14e législature    | 14e législature    | 14e législature    | 14e législature    | 14e législature    | 15e législature    | 15e législature    | 15e législature    | 15e législature    | 15e législature         | 15e législature         | 15e législature         | 15e législature         | 15e législature         | 15e législature         | 15e législature         | 15e législature         | 15e législature         | 15e législature |
| 1903                | 1903                | 1903                | 1903                | 1904                | 1904                | 1904                | 1904                | 1905                | 1905               | 1905               | 1905               | 1906               | 1906               | 1906               | 1906               | 1907               | 1907               | 1907               | 1907               | 1908               | 1908               | 1908               | 1908               | 1909               | 1909               | 1909               | 1909               | 1910               | 1910               | 1910               | 1910               | 1911               | 1911               | 1911               | 1911               | 1912               | 1912               | 1912               | 1912               | 1913               | 1913               | 1913               | 1913               | 1914               | 1914               | 1914               | 1914               | 1915               | 1915               | 1915               | 1915               | 1916               | 1916               | 1916               | 1916               | 1917               | 1917               | 1917               | 1917               | 1918               | 1918               | 1918               | 1918               | 1919               | 1919               | 1919               | 1919               | 1920               | 1920               | 1920                    | 1920                    | 1921                    | 1921                    | 1921                    | 1921                    | 1922                    | 1922                    | 1922                    | 1922            |

Le mandat du gouvernement de Lomer Gouin, du parti libéral, devenu premier ministre du Québec à la suite de la démission de son prédécesseur Simon-Napoléon Parent, s'étendit du 23 mars 1905 au 9 juillet 1920.

## Caractéristiques
Lomer Gouin n'est pas bien vu par le clergé au début de son mandat car, à l'époque de ses prédécesseurs Marchand et Parent, il n'avait pas caché qu'il désirait une réforme profonde en éducation. Il doit promettre de ne pas rétablir le ministère de l'Instruction publique pour être accepté. Sa réforme en éducation n'est donc que partielle car elle se limite à la fondation des deux écoles techniques de Montréal et Québec et à celle des Hautes Études Commerciales.
La durée de son gouvernement (15 ans) fait contraste avec les gouvernements précédents dont le plus long n'avait duré que 6 ans. Il se démarque aussi de son prédécesseur par son indépendance vis-à-vis le grand frère fédéral. Il remet d'ailleurs à la mode le principe de l'autonomie provinciale chère à Mercier et n'hésite pas à critiquer Ottawa lorsque les subsides fédéraux lui semblent trop bas.
Comme celui de Parent, le gouvernement Gouin mise sur l'industrialisation et le libéralisme mais en y plaçant cependant certaines balises. Il ne vend plus les ressources hydrauliques mais les loue par bail. En 1910, il met l'embargo sur l'exportation de bois pâte coupé sur les terres publiques : celui-ci doit désormais être transformé en pâte et papier au Québec avant d'être exporté. Cette mesure développe l'industrie de pâtes et papier dans la province.
Le gouvernement Gouin est le premier à faire de la construction de routes pour les automobiles dans les campagnes l'une de ses priorités. Cette mesure encourage la colonisation, qui prend un nouveau départ.
En 1914-1918, Gouin se prononce pour l'effort de guerre et l'enrôlement volontaire mais dénonce ouvertement la loi sur la conscription. La motion Francoeur est une menace à peine voilée concernant la séparation du Québec, mais Gouin finit par demander son retrait plutôt que de continuer dans cette voie.
Après la guerre, il commence à préparer le terrain à sa démission. ll accorde plus de responsabilités à son successeur désigné, Louis-Alexandre Taschereau, et lui trace la voie en remportant sa victoire écrasante aux élections générales de 1919.

## Chronologie
- 23 mars 1905: le cabinet Gouin est assermenté devant le lieutenant-gouverneur Louis-Amable Jetté. Pour être accepté du clergé québécois, Gouin a dû promettre qu'il ne rétablirait pas le ministère de l'Instruction publique.
- 25 avril 1905: reprise de la première session de la Onzième Législature. Le ministère de la Colonisation, disparu sous Parent, est rétabli. Le ministère du Travail est créé.
- 1906: Sherbrooke est la première ville à demander la municipalisation de l'électricité mais elle lui est refusée.
- 9 mars 1906 : les Caisses d’épargne et de crédit sont reconnues légalement par la loi provinciale concernant les syndicats coopératifs (à la suite de la fondation des Caisses Desjardins en 1900).
- 8-13 octobre 1906: troisième conférence interprovinciale, qui réclame un réajustement du subside fédéral.
- 15 janvier-14 mars 1907: troisième session de la Onzième Législature. Gouin annonce la fondation de deux écoles techniques, à Québec et Montréal, ainsi que la création d'une école des Hautes Études Commerciales à Montréal.
- 9 juillet 1907: Henri Bourassa annonce qu'il se jette dans l'arène provinciale. La Ligue nationaliste présentera des candidats à la prochaine élection.
- 29 août 1907: premier écroulement du pont de Québec.
- 3 mars 1908: à l'inauguration de la nouvelle session, Québec annonce un projet d'amélioration des routes pour les automobiles dans les campagnes.
- 8 juin 1908: élections générales: les libéraux remportent 58 comtés contre 13 pour les conservateurs. La Ligue nationaliste fait élire deux candidats: Armand Lavergne et Henri Bourassa (gagnant dans deux comtés).
- 1909: Joseph-Mathias Tellier succède à Pierre-Évariste Leblanc comme chef du Parti conservateur.
- Janvier 1910: fondation du journal Le Devoir par Henri Bourassa.
- Printemps 1910: l'Assemblée législative vote la loi Lavergne sur l'emploi obligatoire de la langue française dans les services d'utilité publique.
- Septembre 1910: inauguration de l'école des Hautes Études Commerciales.
- 21 septembre 1911: le Parti conservateur de Robert Borden remporte l'élection fédérale.
- 10 janvier 1912: ouverture de la quatrième session de la Douzième Législature. Gouin annonce que $10 millions seront consacrés à l'amélioration de la voirie rurale.
- 27 février 1912: Ottawa annonce que l'Ungava et tout le territoire du Nouveau-Québec font désormais partie intégrante du Québec.
- 15 mai 1912: les libéraux remportent les élections générales avec 64 sièges contre 15 pour les conservateurs et 2 indépendants. Lavergne est réélu dans Montmagny.
- 25 juin 1912: inauguration du monument d'Honoré Mercier devant le Parlement de Québec.
- 26 septembre 1912: le Règlement 17 annonce la quasi-abolition du français dans les écoles de l'Ontario.
- Été 1913: Gouin en France à la recherche d'éventuels investissements pour le Québec.
- Janvier 1914: le Montreal Daily Mail annonce que des conseillers législatifs ont reçu des pots-de-vin lors de la dernière session. C'est le début de l'affaire Mousseau-Bérard-Bergevin. Une Commission d'enquête énonce que ces conseillers ainsi que le député Joseph-Octave Mousseau ont reçu 4000 $ en pot-de-vin. Ils doivent démissionner.
- 19 août 1914: à la suite du déclenchement de la Première Guerre mondiale, le gouvernement Gouin annonce l'envoi de 4 millions de livres de fromage à l'Angleterre.
- 12 janvier 1915: lors d'un discours en Chambre, Gouin réclame justice pour la minorité francophone ontarienne et demande l'abrogation du Règlement 17.
- 17 février 1915: Philémon Cousineau succède à Joseph-Mathias Tellier comme chef du Parti conservateur.
- 14 janvier 1916: Lavergne déclenche une controverse en Chambre lorsqu'il déclare qu'il est plus honorable de défendre la langue française en Ontario que d'aller se battre pour l'Angleterre dans les tranchées de France.
- 22 mai 1916: Lomer Gouin remporte les élections générales avec 75 libéraux contre seulement 6 conservateurs.
- 11 septembre 1916: second écroulement du pont de Québec.
- 9 novembre 1916: Arthur Sauvé succède à Philémon Cousineau comme chef du Parti conservateur.
- 8 août 1917: la loi sur la conscription est votée à Ottawa.
- 17 décembre 1917: le gouvernement Borden est réélu au Canada. Au Québec, sa défaite est écrasante, car il ne réussit à y faire élire que 3 candidats, tous dans des comtés anglophones.
- 21 décembre 1917: motion Francoeur à l'Assemblée: Que cette Chambre est d'avis que la province de Québec serait disposée à accepter la rupture du pacte fédératif de 1867 si, dans les autres provinces, on croit qu'elle est un obstacle à l'union au progrès et au développement du Canada.
- 23 janvier 1918: Gouin demande le retrait de la motion Francoeur. Pour lui, la conscription et les "injures faites par un petit nombre" ne sont pas un motif suffisant de séparation.
- 28 mars-1er avril 1918: une émeute à Québec contre la conscription fait 4 morts lorsque l'armée tire sur les manifestants.
- 5 mars 1919: adoption d'une loi autorisant les enfants à fréquenter les salles de cinéma.
- 10 avril 1919: référendum québécois sur la prohibition. À la question "Êtes-vous d'opinion que la vente de bières, cidres, et vins légers tels que définis par la loi devrait être permis?", 129 679 personnes se prononcent pour le Oui et 226 545 pour le Non.
- 23 juin 1919: Lomer Gouin remporte ses dernières élections générales avec 74 libéraux d'élus contre 5 conservateurs et 2 indépendants. 70 % de la population a voté pour les libéraux, un record inégalé dans l'histoire du Québec.
- 22 août 1919: inauguration du pont de Québec.
- 28 janvier 1920: adoption de la loi créant l'Université de Montréal.
- 8 juillet 1920: Lomer Gouin annonce sa prochaine démission. Louis-Alexandre Taschereau lui succède à la tête du gouvernement.

## Composition

### 1905 à 1907

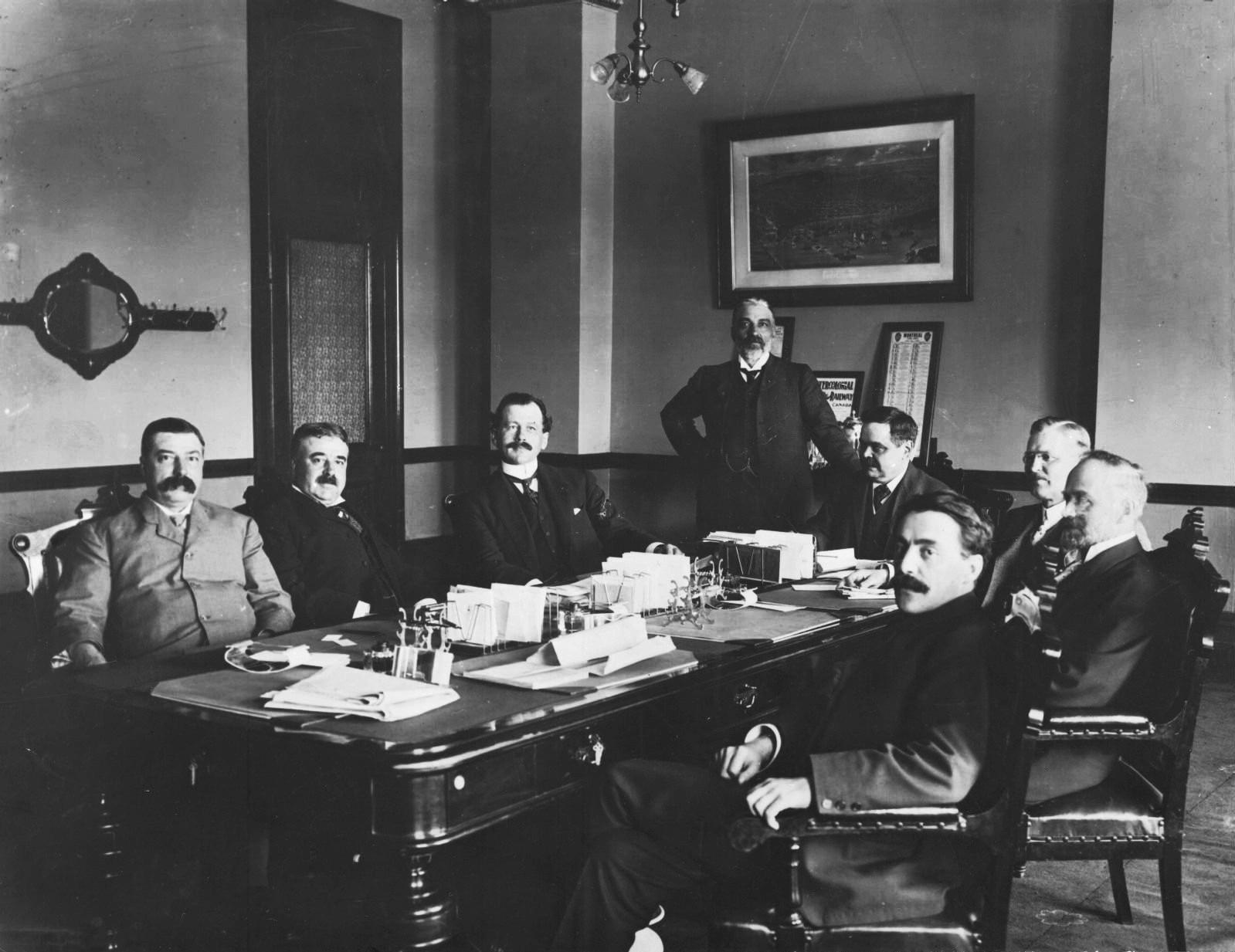
Gouvernement Lomer Gouin vers 1905. À partir de la gauche, dans le sens horaire autour de la table : Jules Allard, Louis-Rodolphe Roy, Adélard Turgeon, W.A. Weir, Lomer Gouin, J.C. McCorkill, Auguste Tessier, Jean Prévost.

Conseil des ministres assermenté le 23 mars 1905 :
- Lomer Gouin: premier ministre, procureur général.
- John Charles McCorkill: trésorier provincial.
- Louis-Rodolphe Roy : secrétaire provincial.
- Auguste Tessier : ministre de l'Agriculture.
- Louis-Jules Allard : ministre des Travaux publics et de la Colonisation. (Leader du gouvernement au Conseil législatif.)
- Adélard Turgeon : ministre des Terres, Mines et Pêcheries.
- William Alexander Weir : ministre sans portefeuille. (Démissionne le 25 avril 1905 pour devenir président de l'assemblée législative jusqu'en 1906.)

Remaniement le 3 juillet 1905 :
- Louis-Jules Allard : ministre des Travaux publics, ministre du Travail.
- Jean Prévost : ministre de la Colonisation, des Mines et des Pêcheries. (Démissionne le 30 septembre 1907.)

Nomination le 3 janvier 1906 :
- John Charles Kaine : ministre sans portefeuille.

Remaniement le 31 août 1906 :
- Auguste Tessier : trésorier provincial. (Succède à J.C. McCorkill, qui démissionne pour devenir juge.)
- Louis-Jules Allard : ministre de l'Agriculture.
- William Alexander Weir : ministre des Travaux publics, ministre du Travail.

Remaniement le 17 octobre 1907 :
- William Alexander Weir : trésorier provincial. (Succède à Auguste Tessier, qui a démissionné pour devenir juge.)
- Louis-Alexandre Taschereau : ministre des Travaux publics, ministre du Travail.
- Charles Ramsay Devlin : ministre de la Colonisation, des Mines et des Pêcheries.

### 1907 à 1910
À la suite du remaniement du 17 octobre 1907
- Lomer Gouin : premier ministre, procureur général.
- William Alexander Weir : trésorier provincial.
- Louis-Rodolphe Roy : secrétaire provincial.
- Louis-Jules Allard : ministre de l'Agriculture.
- Louis-Alexandre Taschereau : ministre des Travaux publics, ministre du Travail.
- Charles Ramsay Devlin : ministre de la Colonisation, des Mines et des Pêcheries.
- Adélard Turgeon : ministre des Terres et des Forêts.
- John Charles Kaine : ministre sans portefeuille.

Remaniement le 21 janvier 1909 : 
- Louis-Jules Allard: ministre des Terres et des Forêts. (Succède à Adélard Turgeon, qui a démissionné et deviendra membre et président du conseil législatif.)
- Jérémie-Louis Décarie: ministre de l'Agriculture.
- Joseph-Édouard Caron: ministre sans portefeuille.

Remaniement le 18 novembre 1909 :
- Jérémie-Louis Décarie: secrétaire provincial. (Succède à Louis-Rodolphe Roy, qui démissionne comme député et ministre.)
- Joseph-Édouard Caron: ministre de l'Agriculture.

Remaniement le 17 janvier 1910 :
- Peter Samuel George Mackenzie: trésorier provincial. (Succède à William Alexander Weir, qui a démissionné pour devenir juge.)

### 1910 à 1919
À la suite du remaniement du 17 janvier 1910
- Lomer Gouin: premier ministre, procureur général.
- Peter Samuel George Mackenzie: trésorier provincial.
- Jérémie-Louis Décarie: secrétaire provincial.
- Joseph-Édouard Caron: ministre de l'Agriculture.
- Louis-Alexandre Taschereau: ministre des Travaux publics, ministre du Travail.
- Charles Ramsay Devlin: ministre de la Colonisation, des Mines et des Pêcheries.
- Louis-Jules Allard: ministre des Terres et des Forêts.
- John Charles Kaine : ministre sans portefeuille. (Démissionne du Conseil des ministres le 23 avril 1915 et devient membre du Conseil législatif.)

Nomination le 14 mars 1910 :
- Narcisse Pérodeau : ministre sans portefeuille.

Nomination le 2 mars 1914: 
- Joseph-Adolphe Tessier: ministre de la Voirie.

Nomination le 29 avril 1914 :
- Honoré Mercier (fils): ministre de la Colonisation, des Mines et des Pêcheries. (Succède à Charles Ramsay Devlin, décédé le 1er mars 1914.)

Nomination le 12 novembre 1914 :
- Walter George Mitchell: trésorier provincial. (Succède à Peter Samuel George Mackenzie, décédé le 1er novembre 1914.)

Modification le 8 mars 1918 :
- Walter George Mitchell: ministre des Affaires municipales. (En plus de trésorier provincial.)

Nomination le 20 janvier 1919 :
- Napoléon Séguin : ministre sans portefeuille.

Remaniement le 25 août 1919 :
- Louis-Alexandre Taschereau: procureur général.
- Antonin Galipeault : ministre des Travaux publics, ministre du Travail.
- Athanase David : secrétaire provincial. (Succède à Jérémie Décarie qui démissionne pour devenir juge.)
- Honoré Mercier (fils) : ministre des Terres et des Forêts. (Succède à Jules Allard, qui démissionne pour devenir protonotaire.)
- Joseph-Édouard Perrault : ministre de la Colonisation, des Mines et des Pêcheries.

### 1919 à 1920
À la suite du remaniement du 25 août 1919
- Lomer Gouin : premier ministre.
- Louis-Alexandre Taschereau : procureur général.
- Walter George Mitchell : trésorier provincial, ministre des Affaires municipales.
- Athanase David : secrétaire provincial.
- Joseph-Édouard Caron : ministre de l'Agriculture.
- Joseph-Édouard Perrault : ministre de la Colonisation, des Mines et des Pêcheries.
- Honoré Mercier (fils) : ministre des Terres et des Forêts.
- Antonin Galipeault : ministre des Travaux publics, ministre du Travail.
- Joseph-Adolphe Tessier : ministre de la Voirie.
- Narcisse Pérodeau : ministre sans portefeuille.
- Napoléon Séguin : ministre sans portefeuille.